# Museo nazionale Soares dos Reis
Il Museo Nazionale Soares dos Reis (in portoghese Museu Nacional Soares dos Reis) è un museo attualmente ospitato nel Palazzo Carrancas situato nella parrocchia civile di Cedofeita, nella città portoghese di Porto. 
Fondato nel 1833, è il primo museo nazionale portoghese ad esporre collezioni di arte portoghese, inclusa una collezione dello scultore portoghese António Soares dos Reis, da cui il museo prende il nome.

## Storia
Il museo fu fondato nel 1833 dal re Pietro IV. Inizialmente era ospitato nel Convento di Santo António (nel centro di Porto), esponendo l'arte religiosa confiscata ai conventi portoghesi e quelle opere d'arte espropriate dai seguaci assolutisti di Miguel I (che un anno prima aveva lottato contro Pietro IV). Nel corso dell'Ottocento il museo ha effettuato diverse acquisizioni che sono state integrate nella collezione principale. Ma fu nel 1911 che il museo ottenne la sua collezione di opere di Soares dos Reis, un celebre scultore portoghese, prendendo il nome del suo benefattore. Nel 1942 il museo fu trasferito dal centro della città all'ex residenza della famiglia Moraes e Castro, nota comunemente come i Carrancas (che significa accigliato/imbronciato, un riferimento passeggero alla natura di disapprovazione dei suoi membri). Il grande edificio forniva gli spazi e le condizioni per conservare ed esporre le collezioni. Nel tempo, gli spazi sono stati ampliati e modernizzati su progetto dell'architetto Fernando Távora.